# Otello Torri
Otello Torri (all'anagrafe Otello Achille Torri) (Quinzano d'Oglio, 25 gennaio 1917 – Novara, 23 novembre 1988) è stato un calciatore italiano, di ruolo attaccante.

## Caratteristiche tecniche
Ricopriva il ruolo di attaccante.

## Carriera

### Club
Vinse la classifica dei marcatori della Serie B nella stagione 1937-38 contribuendo alla promozione in serie A del Novara.
Ha giocato in serie A con  il Novara per quattro stagioni.
Successivamente ha vestito la maglia del Lecce, con cui ottenne il primo posto nel campionato di Serie C 1942-1943. Il 14 marzo 1943 riuscì a mettere a segno 6 goal in un'unica partita, Lecce-Trani finita 8-0 per i salentini (record per la squadra)).
Finita la guerra, riprende l'attività con i giallorossi pugliesi, trasferendosi poi al Padova nel corso della stagione 1945-1946. Nel 1946 il Lecce lo cede al Vigevano, e nel novembre 1948 si trasferisce al Verbania dove conclude la sua carriera.
In carriera ha totalizzato complessivamente 63 presenze e 14 reti in Serie A e 111 presenze e 61 reti in Serie B.

## Palmarès

### Club

#### Competizioni nazionali
- Serie C: 1

Lecce: 1942-1943